# Mission pirates
Mission pirates (Pirate Islands) est une série télévisée australienne en 26 épisodes de 23 minutes, créée par Jonathan M. Shiff et Greg Millin et diffusée entre le 3 mars 2003 et le 30 juin 2003 sur Network Ten.
En Belgique, la série a été diffusée sur La Deux. Elle a été diffusée sur Jetix en 2004.

## Synopsis
Des enfants se retrouvent piégés dans un jeu vidéo sur une île avec des pirates et devront trouver le trésor de l'île pour s'échapper...

## Distribution
- Brooke Harman : Kate Redding
- Eliza Taylor-Cotter : Sarah Redding
- Nicholas Donaldson : Nicholas Redding
- Oliver Ackland : Mars
- Colin Moody : Captain Blackheart
- Darcy Bonser : Perry
- Lucia Smyrk : Carmen
- Madeleine Jay : Lizard

### Voix françaises
- Frédérique Marlot : Kate et Sarah Redding
- Fabrice Nemo : Mars
- Coco Noël : Nicholas Redding
- Patrick Béthune : Capitaine Blackheart

## Épisodes
1. Le jeu (The Game)
2. Le sanctuaire (Sanctuary)
3. Échappée belle (Close Call)
4. Chantage (Blackmail)
5. La grande évasion (The Great Escape)
6. L'île hantée (Haunted Island)
7. Les plantes parlantes (Talking Plants)
8. L'enfant Perry (Perry the Kid)
9. Le deuxième Power-up (The Second Power-Up)
10. Le cauchemar (Nightmare)
11. Le langage des plantes (Plantspeak)
12. L'attaque du fantôme (Ghost Attack)
13. La confrontation (The Showdown)
14. L'énigme (The Riddle)
15. Kate trouve un sabre (Kate Finds a Sword)
16. L'entraînement (Training)
17. Mars, restitué (Mars Restored)
18. La pièce blanche (The White Room)
19. Kate contre Mars (Kate vs Mars)
20. Sarah est kidnappée (Sarah Kidnapped)
21. L'orage (The Storm)
22. Derrière la cascade (Behind the waterfall)
23. La trahison de Carmen (Carmen's Betrayal)
24. Quade capitule (Defeating Quade)
25. L'île secrète (Secret Island)
26. Le retour à la maison (Going Home)

## Les Îles
- L'Ile des naufragés - L'île où vivent Mars, Carmen et les naufragés.
- L'Île Hantée - L'île que hante le Capitaine Quade.
- L’île aux Plantes - L'île où Sarah a trouvé la plante Clochette.
- La Grande île - L'île où se trouve la plage des Pirates et la cabane dans l'arbre.
- L'île Secrète - L'île où se trouve le Trésor du Fétiche d'or. Elle sera détruite dans le dernier épisode avec le Fétiche d'or et le corps de Blackheart transformé en or.